# Wilhelm Krzystek
Wilhelm Ryszard Krzystek (ur. 2 kwietnia 1932 w Mysłowicach, zm. 5 stycznia 2020 we Wrocławiu) – polski puzonista, profesor sztuk muzycznych, pracownik Akademii Muzycznej im. Karola Lipińskiego we Wrocławiu.

## Życiorys
W 1953 ukończył Liceum Muzyczne w Katowicach. W latach 1954–1958 był pierwszym puzonistą Wrocławskiej Orkiestry Symfonicznej, w latach 1958-1992 pierwszym puzonistą Państwowej Filharmonii we Wrocławiu. Wykładał w Akademii Muzycznej im. Karola Lipińskiego we Wrocławiu, gdzie był dziekanem Wydziału Instrumentalnego, a w latach 1987-1991 prorektorem ds. studenckich. Był także nauczycielem w Państwowym Liceum Muzycznym we Wrocławiu (1954-1976) i Państwowej Szkole Muzycznej II stopnia we Wrocławiu. Opublikował podręczniki "31 małych etiud na puzon" i "Studia" (na puzon lub tubę). Od 1981 był kierownikiem organizacyjnym Wakacyjnego Kursu Interpretacji w Zakresie Gry na Instrumentach Dętych.
W 1993 otrzymał tytuł profesora sztuk muzycznych. Został odznaczony Złotą Odznaką Stowarzyszenia Polskich Artystów Muzyków.
Zmarł 5 stycznia 2020 roku we Wrocławiu i pochowany został na cmentarzu Osobowickim.